# Vasco Pires de Bragança
Vasco Pires de Bragança, O Veirão (antes de 1186 - depois de 1206), foi um rico-homem e cavaleiro medieval do reino de Portugal, com bens na região da Beira.

## Biografia
Vasco era filho do magnate Pedro Fernandes de Bragança e da sua esposa e "co-irmã", Fruilhe Sanches de Celanova, pertencendo desta forma a uma das mais notáveis linhagens do Reino de Portugal, os Bragançãos. Esta família reveste-se de especial importância, pois para além do seu domínio incontestável na atual região de Trás-os-Montes, que integrava os seus domínios fronteiriços, que podiam facilmente mudar a fação do reino que apoiava (entre Portugal e Leão), destacava-se a sua reputação de valentes guerreiros. A acrescentar a estas qualidades, e a acreditar nos Livros de Linhagens, o seu trisavô, Fernão Mendes I, teria casado com uma infanta filha de Afonso VI de Leão, dando-lhe desta forma um poder equiparável ao do seu suposto cunhado Henrique de Borgonha.
Vasco Pires terá aparecido na corte de Sancho I de Portugal pela primeira vez por volta de 1186.
Em agosto de 1192, confirma, juntamente com o seu irmão Garcia Pires de Bragança, uma doação do rei de Portugal ao seu sobrinho, Fernão Fernandes de Bragança (filho do irmão de ambos, Fernão Pires de Bragança) e à respetiva esposa, Maria Pires, das vilas de Sezulfe, Vimioso e Mascarenhas. 
Vasco terá tido, a dada altura, com Sancho I uma contenda devido às violências que exerceria contra certas propriedades do Mosteiro de Bouro, situadas em terras transmontanas.
Contudo, a grande parte dos bens de Vasco situar-se-ia a sul do rio Douro, ao que corrobora o seu cognome, Veirão (deturpação de Beirão, o da Beira), e ainda o facto de, perto de Pinhel, se situar a vila de Vascoveiro, topónimo que se deverá muito provavelmente à povoação e/ou propriedade deste magnate. Prova-se uma vez mais a grande contribuição dos Bragançãos na povoação da regiões de Trás-os-Montes e das Beiras, a começar pelo avô de Vasco, Fernão Mendes II de Bragança.
Vasco Pires surge na documentação da corte portuguesa até 1206, ano em que subitamente deixa de confirmar documentos, o que significa que abandonou a corte. Provavelmente, terá falecido pouco tempo depois.

## Matrimónio e descendência
Vasco desposou, em data indeterminada, Sancha Pires de Baião, de quem teve:
- Nuno Vasques de Bragança[2], casou com Urraca Pires da Nóvoa.
- Sancha Vasques de Bragança[2];
- Elvira Vasques de Bragança[2], casou com Pero Soares de Tougues;
- Maria Vasques de Bragança[2], casou com Nuno Fernandes de Gosende.
- Urraca Vasques de Bragança, casou com Fernão Pires de Lumiares[2].